# Шариго, Алина
Алина Шариго (фр. Aline Charigot; 23 мая 1859, Эссуа — 27 июня 1915 или 15 июня 1915, Ницца) — жена Пьера-Огюста Ренуара.

## Биография
Алина родилась в Эссуа 23 мая 1859. Её предки жили в Эссуа на протяжении нескольких поколений. Мать Алины была портнихой, отец — булочник. В августе 1860 Клод оставил жену и Алину бывшую тогда пятнадцати месяцев от роду. У Алины было трудное детство. Мать нашла работу далеко от дома, отец приезжал в Эссуа очень редко.
Главными воспитателями Алины были её тетя Викторина и дядя Клод. Алина посещала в Эссуа школу для девочек. Эта школа, содержавшаяся монахинями была основана в 1826 году по инициативе богатой деревенской семьи Дарра. В школе Алина также обучалась работе по дому и шитью, что стало впоследствии её профессией.
В 1872 году её мать уезжает работать в Париж. В 1874 году Алина в возрасте 15-ти лет приезжает в Париж к матери и начинает работать там портнихой. Как-то во время завтрака в молочном магазине на улице Сен-Жорж она знакомится с Пьером-Огюстом Ренуаром.
Она становится его моделью и возлюбленной. Впервые Ренуар изображет Алину в возрасте 20 лет в «Гребцах в Шату». В 1881-83 гг. Ренуар отправляется путешествовать. Алина следует за ним. В 1885 году у Алины родился первый сын, Пьер.
14 апреля 1890 года, Огюст и Алина сочетаются браком в мэрии IX-го парижского округа. В сентябре 1894 года у Ренуаров рождается второй сын, Жан Ренуар. Алина приглашает для помощи в воспитании сына свою дальнюю родственницу Габриэль Ренар. Третий сын Алины и Огюста, Клод, появился на свет в Эссуа 4 августа 1901 года.
Алина скончалась в возрасте пятидесяти шести лет в Ницце, 27 июня 1915 года.

## Галерея

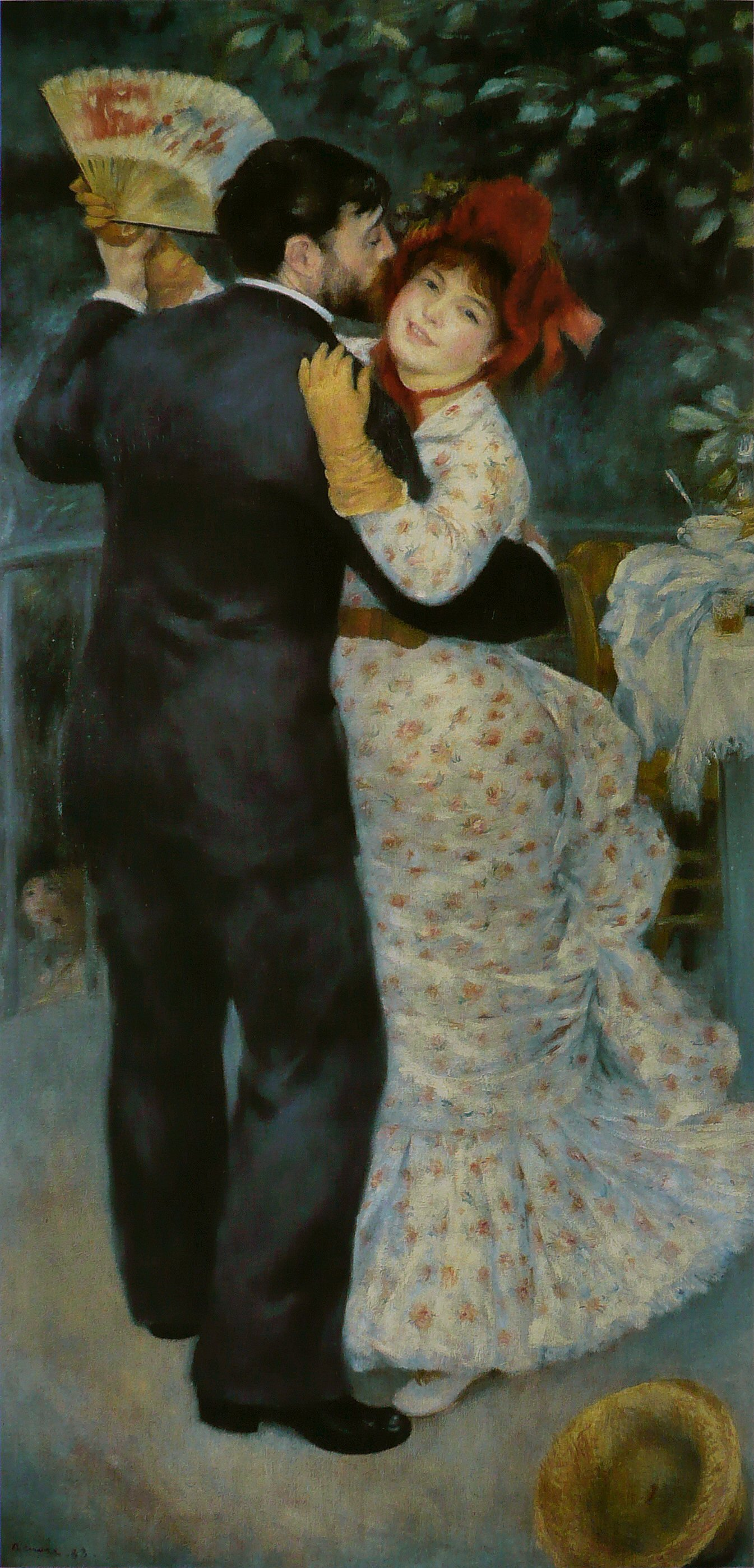
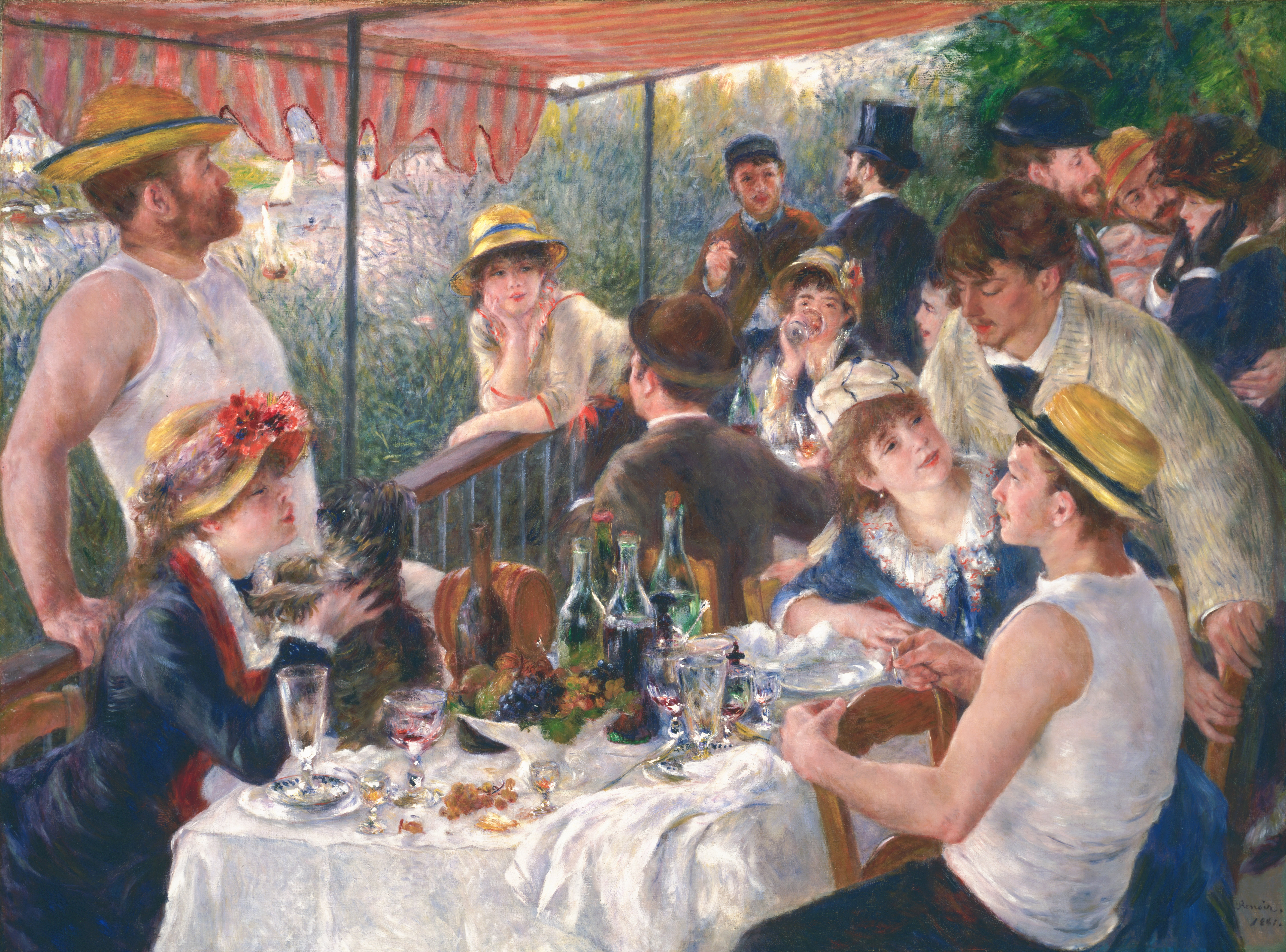
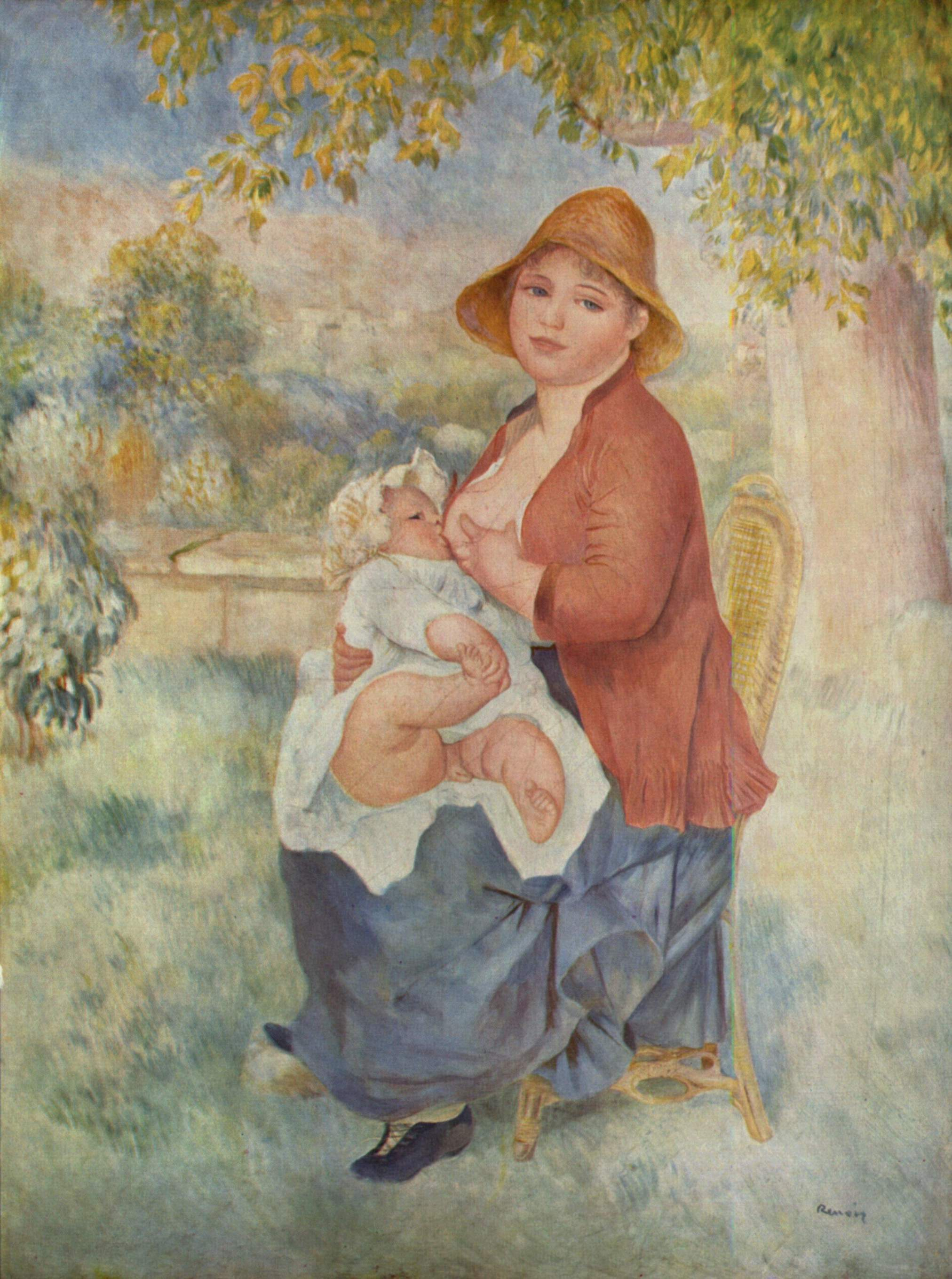
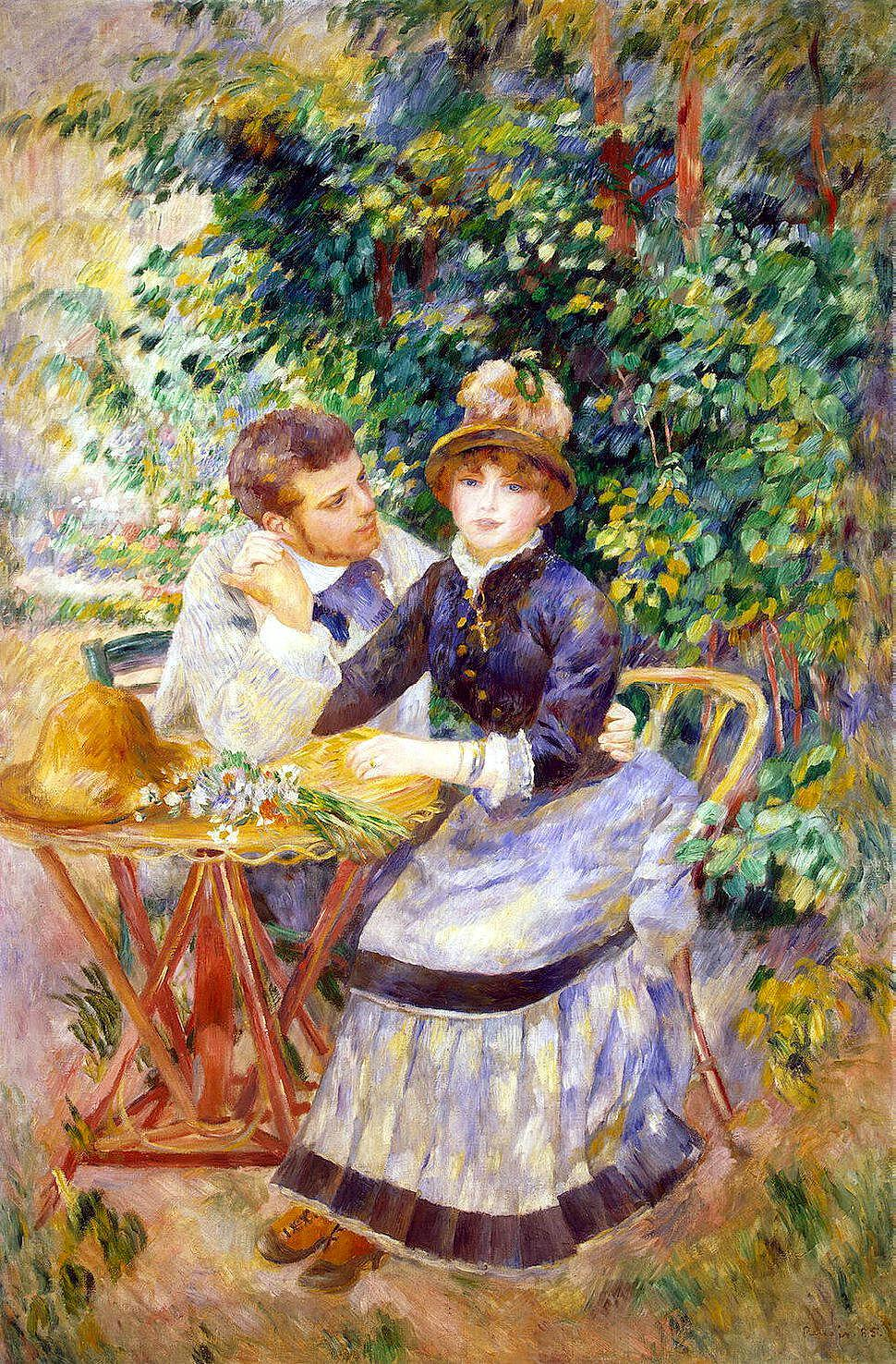